# Monument aux morts de Montceau-les-Mines
Le monument aux morts de Montceau-les-Mines est un mémorial situé à Montceau-les-Mines, dans le département français de Saône-et-Loire.

## Histoire
Il est inscrit aux monuments historiques depuis le 7 avril 2016.